# Andreas Gut

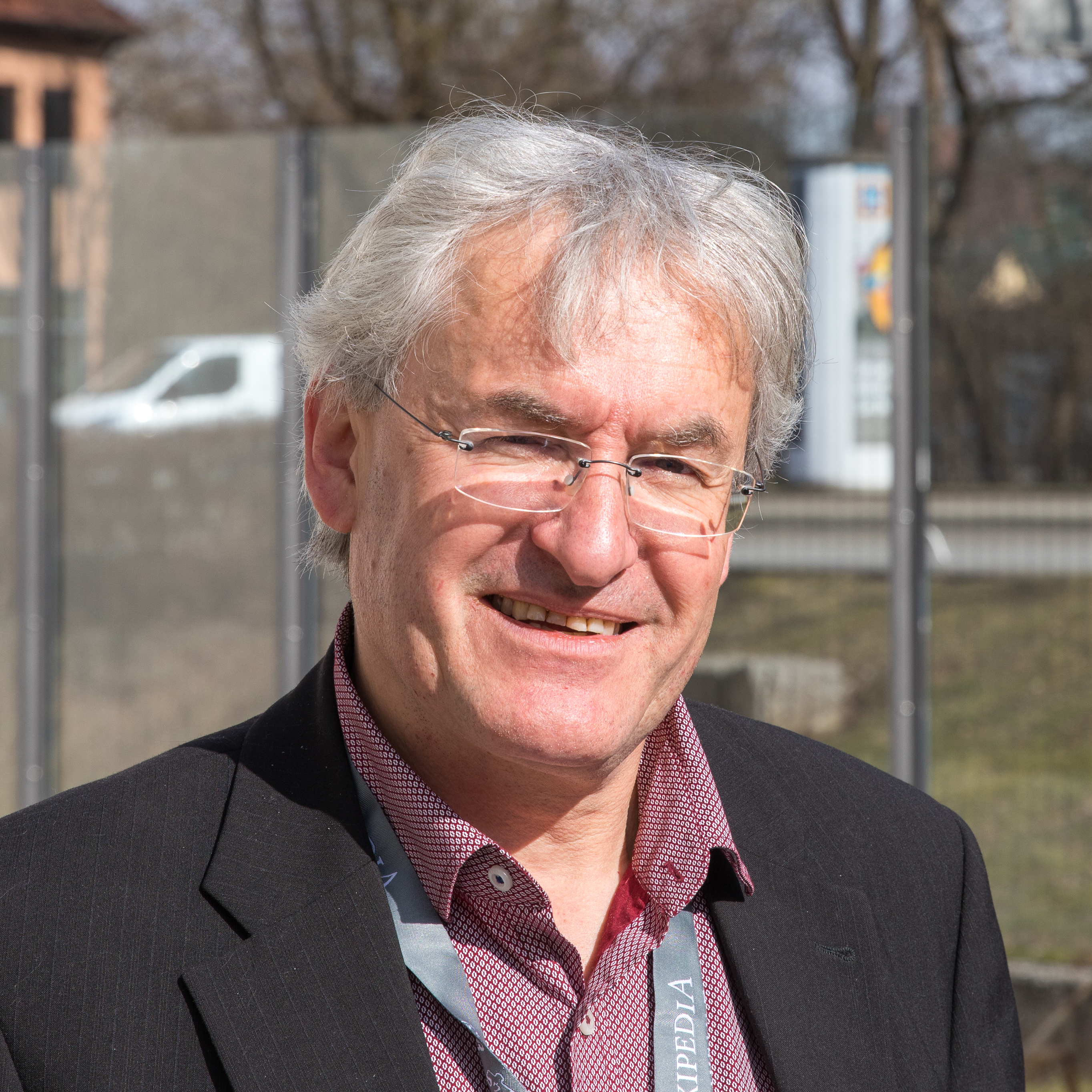
Andreas Gut, 2018

Andreas Gut (* 1. März 1961 in Spaichingen) ist ein deutscher Prähistoriker, Mittelalterarchäologe und Museumsdirektor.
Andreas Gut interessierte sich schon früh vor allem für die Römerforschung und nahm schon als Schüler an Ausgrabungen teil. Er studierte von Oktober 1982 bis Dezember 1990 Vor- und Frühgeschichte, Urgeschichte sowie Völkerkunde an den Universitäten Tübingen und Lissabon. Zwischen 1983 und 1990 arbeitete er studienbegleitend am Trojaprojekt der Universität Tübingen unter Manfred Korfmann mit. In Tübingen schloss er sein Studium mit dem Magistertitel ab, die Magisterarbeit verfasste er zum Thema Die Schieferplattenidole Portugals anhand des Nachlasses von Vera Leisner. Zwischen November 1991 und August 1992 arbeitete er am Landesmuseum Württemberg in Stuttgart, anschließend bis April 1999 am Braith-Mali-Museum in Biberach, wo neben der Einrichtung der archäologischen Sammlung mit dem Schwerpunkt auf den Pfahlbauten etwa auch die Bearbeitung römischer Funde zu seinen Aufgaben gehörte. Beispielsweise fügte er 3800 Wandmalereifragmente des römischen Gutshofs Biberach-Burrenwald zusammen. 1997 wurde diese von ihm zusammengestellte Ausstellung eröffnet. Danach wurde Gut Gründungsdirektor des Alamannenmuseums in Ellwangen, das sich unter seiner Leitung zu einer der bedeutendsten Einrichtungen seiner Art entwickelte. 2006 wurde er Limesbeauftragter der Stadt Ellwangen. 2010 trug er dank seiner Reputation, internationalen Verbindungen und Aktivitäten in (sozialen) Medien dazu bei, die Schließung dieses Museums abzuwehren.
Gut beschäftigte sich vor seiner musealen Tätigkeit vor allem mit dem Neolithikum und der Kupferzeit auf der iberischen Halbinsel und in anderen Regionen des Mittelmeerraumes. Später rückten berufsbedingt die Geschichte und Archäologie des Mittelalters, insbesondere der Alamannen, in den Mittelpunkt des Interesses. Zudem beschäftigt er sich mit den Pfahlbauten, so der Geschichte der Sammlung Forschner.

## Schriften (Auswahl)
- Die Sammlung Forschner und die weiteren archäologischen Sammlungsbestände im Braith-Mali-Museum Biberach. Janus-Verlag, Stuttgart 2000, ISBN 3-927714-46-1.
- Alamannenmuseum Ellwangen. Fink, Lindenberg 2006, ISBN 3-89870-271-5.
- Die Alamannen auf der Ostalb. Frühe Siedler im Raum zwischen Lauchheim und Niederstotzingen (= Archäologische Informationen aus Baden-Württemberg. Nr. 60). Gesellschaft für Archäologie in Württemberg und Hohenzollern, Esslingen 2010, ISBN 978-3-942227-00-1.
- Herausgeber: Zwei Brüder, ein Kloster. Die Abtei Ellwangen zwischen Frömmigkeit und Politik. Auf der Suche nach den alamannisch-fränkischen Wurzeln der Klostergründung von 764. Texte zur Ausstellung. Sonderausstellung 26.7.2014 - 18.1.2015, Alamannenmuseum Ellwangen (=  Schriften des Alamannenmuseums Ellwangen, Band 2), Förderverein Alamannenmuseum Ellwangen, Ellwangen 2014.